# Cilacap
Cilacap (Tjilatjap) – miasto w Indonezji na Jawie nad Oceanem Indyjskim w prowincji Jawa Środkowa. W 2010 roku zamieszkiwane było przez 214 tys. osób.
Cilacap jest najważniejszym portem morskim na południowym wybrzeżu Jawy (wyspa Nusa Kambagan jest naturalnym falochronem). Odbywa się tu wywóz cukru trzcinowego, kawy, kopry, kauczuku, herbaty i manioku. W mieście znajduje się m.in. rafineria ropy naftowej oraz infrastruktura przemysłu spożywczego, włókienniczego. Miasto jest ważnym węzłem drogowym i kolejowym.